# Mark Bernés
Mark Naúmovitx Bernés, rus: Марк Наумович Берне́с, nascut Menàkhem-Man Néukhovitx Neiman, rus: Мена́хем-Ман Не́ухович Не́йман (Nijin, 8 d'octubre [C.J. 25 de setembre] de 1911 –,Moscou, 16 d'agost de 1969) fou un actor i cantant soviètic d'ascendència jueva,que va interpretar algunes de les cançons més punyents sobre la Segona Guerra Mundial, entre les quals Fosca nit (rus: Тёмная ночь, 1943) i Les grues (rus: Журавли, 1969). La seva veu tenia algunes similituds amb Bing Crosby, però el seu estil era més proper als chansonniers francesos, com ara Yves Montand.

## Biografia
Mark Naumovich Neiman va néixer a la ciutat de Nijin, llavors a l'Imperi Rus, actualment a Ucraïna. El seu pare Neuh Xmuelévitx (Naum Samoílovitx) Neumann (1877-1948), natural de Starobikhov, gubèrnia de Moguílev, era un empleat d'un artel que recollia materials per reciclar; la mare, Fruma-Makhlia Lípovna (Fània Filíppovna) Vixnévskaia (1886—?) era mestressa de casa. El 1917, quan en Mark tenia cinc anys, la família es va traslladar a Khàrkiv. Allà, el 1929, Mark va completar els seus cursos de teatre. El pare de Marek desitjava que el seu fill es convertís en comptable i el va enviar a una escola industrial i comercial. No obstant això, Mark, de 17 anys, va marxar a Moscou amb l'esperança de trobar feina d'actor. Va començar a treballar com a extra en diversos teatres, inclosos el Mali i el Bolxoi. Els anys 1930–1933 interpretà papers menors al Teatre Dramàtic de Moscou. Més tard va considerar l'artista Nikolai Radin com el seu professor.
Des de 1935 va actuar en pel·lícules. Després de papers episòdics (per exemple, Presos ("Заключённые", 1936) Mark va captar l'atenció del director Serguei Iutkévitx, que li va oferir un dels papers principals de la pel·lícula Miners ("Шахтёры", 1937). La interpretació de Mark es caracteritzava per l'encant i l'humor delicat. Amb el seu comportament inusual davant de les càmeres, un somriure encantador i una característica manera "bernessiana" de comunicar-se amb els seus col·legues, va convèncer Serguei Iutkévitx, que el va convidar a rodar a la seva nova pel·lícula L'home de la carrabina, rus: Человек с ружьём. En interpretar el paper de Kóstia, Mark va sentir una mena d'incompletesa; alguna cosa mancava en aquesta imatge cinematogràfica, una cosa que donaria al personatge plena expressivitat. Va compartir amb el director la seva opinió: "l'accent que hi falta ha de ser una cançó". Iutkévitx va acceptar la seva proposta i la cançó Els núvols es van aixecar sobre la ciutat, rus: Тучи над городом встали Tutxi nad górodom vstali, va ajudar el Mark a entrar a l'Olimp cinematogràfic.

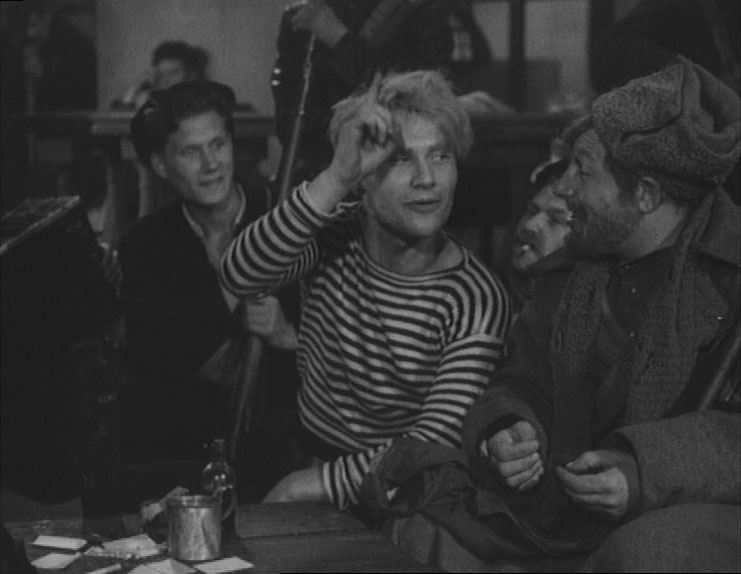
Mark Bernés com a Kóstia Jiguiliov a la pel·lícula "L'home de la carrabina"

Quan va començar la guerra, Bernés es va convertir en un dels primers cantants a actuar per a les tropes soviètiques. El 1943 va protagonitzar la pel·lícula Dos combatents ("Два бойца"), on interpretava un jove soldat d'Odessa anomenat Arkadi Dzubin. En aquesta pel·lícula, Bernés va demostrar l'enginy i l'humor jueus característics dels jueus d'Odessa. Hi cantava dues cançons molt famoses: Fosca nit (rus: Тёмная ночь Tiomnaia notx) i La barcassa plena de llisses (rus: Шаланды полные кефали, Xalandi pólnie kefali). La segona cançó és el relat divertit de Kóstia, el mariner d'Odessa, que irònicament parlava amb la seva promesa Sónia, la nena pescadora. La primera cançó, Fosca nit, era una balada seriosa sobre una dona amb un bebè esperant un soldat enmig d'una lluita mortal. La cançó la cantava Bernés des del punt de vista d'aquell soldat, que adreçava la seva muller casa i li assegurava que sobreviuria a totes les batalles mortals mentre ella l'esperés. Fosca nit és la cançó soviètica més reconeguda de la Segona Guerra Mundial.
El nom de Bernés va continuar estretament relacionat amb la Segona Guerra Mundial. Després de la guerra, va continuar interpretant cançons sobre la guerra. Els seus grans èxits de la dècada del 1950 van ser Seriojka de Malaia Bronnaia rus: Серёжка с Малой Бронной, ("Ament amb Malaia Bronnaia") poema escrit per Ievgueni Vinokúrov el 1953 i musicat per Andrei Eixpai el 1958, i Vragui sojgli rodnuiu khatu rus: Враги сожгли родную хату ("Els enemics van cremar la caseta familiar"). Ambdues cançons tractaven sobre les dificultats que van patir persones que van perdre membres de la família a la guerra, expressaven una extrema malenconia i s'enfrontaven directament a la mort i al dolor. Aquesta última cançó va ser prohibida pel govern, perquè es considerava massa pessimista i antisoviètica. A la cançó, el soldat torna a casa, es troba la casa cremada i la seva dona morta, i lamenta que les seves esperances s'hagin destruït. Segons el raonament de les autoritats soviètiques, era poc patriòtic cantar sobre les esperances trencades quan s'havia guanyat la guerra.
El 17 de setembre de 1958, dos diaris centrals van començar a perseguir simultàniament Bernés. Al Pravda, Gueorgui Svirídov, en el seu article "Per erradicar la vulgaritat en la música",va sotmetre l'artista a atacs injustos i tendenciosos. Al Komsomólskaia Pravda, en el fulletó d'A. Sukontsev i I. Xatunovski, "L'estrella al Volga" La violació ordinària de Bernés de les normes de trànsit era presentada, en els tons més foscos possibles, com a "comportament indigne d'un artista soviètic".
La conseqüència d'aquests esdeveniments fou l'eliminació de Bernés dels enregistraments de ràdio i gramòfon. Però el 1960 la veu de Bernés es va tornar a sentir a les ones de ràdio; va ser la cançó que iniciava el popular programa de diumenge "С добрым утром!".
El 1960, a l'Estadi Lujniki, al programa del musical de Moscou, Mark Bernés va interpretar per primera vegada la cançó Vragui sojgli rodnuiu khatu rus: Враги сожгли родную хату ("Els enemics van cremar la caseta familiar") de Matvei Blànter i Mikhaïl Issakovski. Aquesta obra, escrita 15 anys abans, el 1945 i interpretada una sola vegada a la ràdio per Vladímir Netxàiev,ara, en la persona de Bernes, finalment trobava un intèrpret que era capaç de revelar tot el seu tràgic significat, i es va convertir en una de les millors cançons del seu repertori.
El 1961, el director Pāvels Armands va ser el primer a trencar el desterrament cinematogràfic de Mark, cosa que li va donar un paper a la pel·lícula La dotzena de diables ("Чёртова дюжина"). Mark va tornar a treballar amb èxit, va actuar en pel·lícules a Polònia, Iugoslàvia, Txecoslovàquia, Romania i Bulgària, on va rebre nombroses i bones crítiques a la premsa. També va aparèixer a la televisió anglesa.
També van aparèixer noves cançons "bernessianes": Els russos volen la guerra?, rus: Хотят ли русские войны?, (escrita per Ievgueni Ievtuixenko, amb música d'Eduard Kolmanovski), Tinc pressa, disculpeu-me, rus: Я спешу, извините меня (Ian Frénkel - Konstantín Vanxenkin), Jo treballo de bruixot, rus: Я работаю волшебником (Eduard Kolmanovski - Lev Oixanin) i moltes altres.

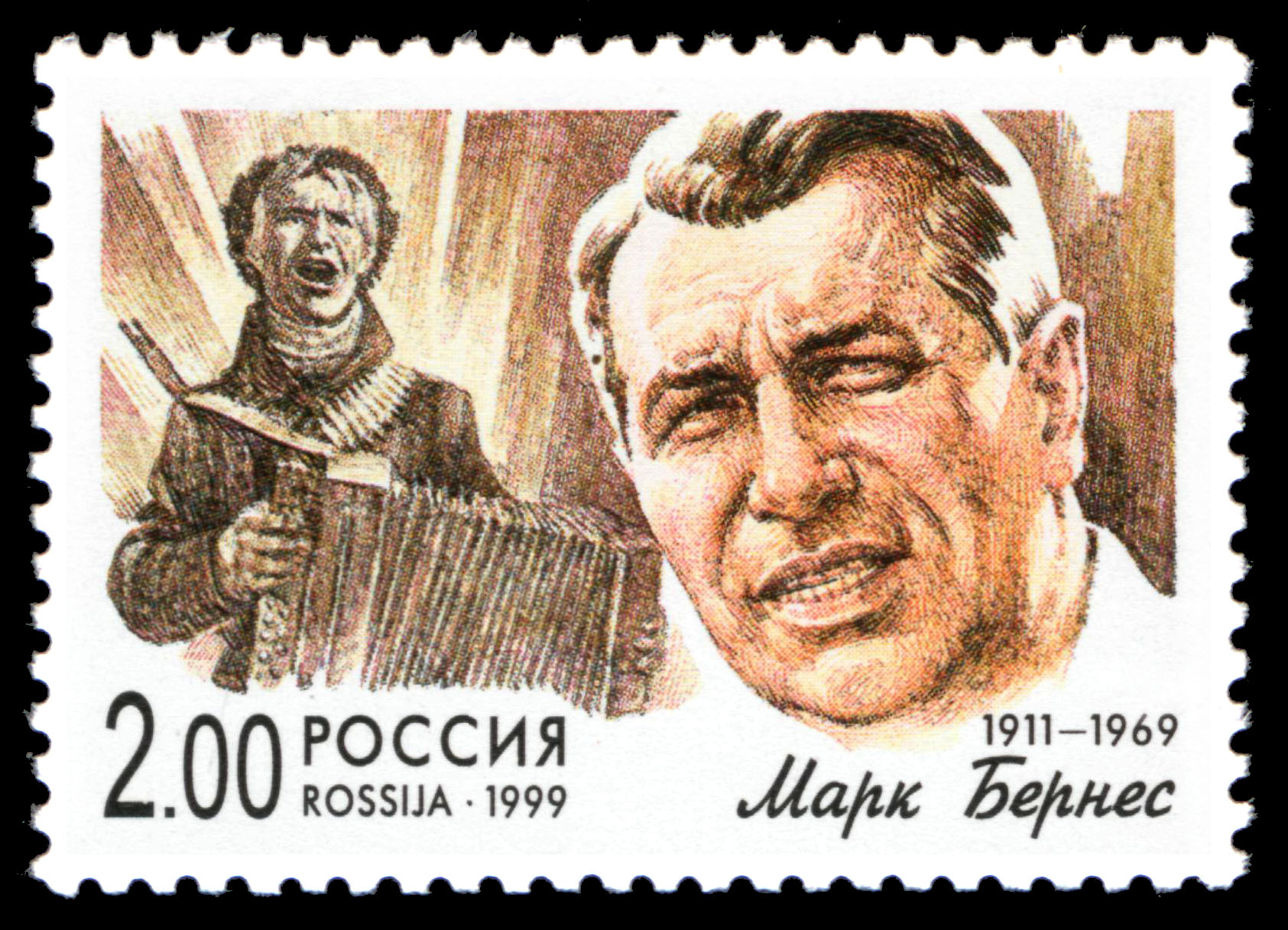
Segell postal de Rússia de la sèrie "Cantants populars russos" dedicat a Mark Bernés, 1999, 2 rubles

A la sèrie de quatre episodis Escut i espasa, rus: Щит и меч Sxit i metx del 1968, va interpretar una bellíssima i commovedora cançó patriòtica, titulada On comença la Pàtria, rus: С чего начинается Родина S txegó natxinaiétsia Ródina, de Veniamín Bàsner i Mikhaïl Matussovski.
Poc abans de morir (Mark patia un càncer de pulmó), l'artista va demanar enregistrar quatre de les seves cançons en disc:, Les grues, rus: Журавли́, Juravlí, de Ian Frénkel, amb versos de Rassul Gamzàtov, traduïts per Naüm Grébnev, T'estimo, vida, rus: Я люблю тебя, жизнь Ia liubliu tebia, jizn, Vaig somniar amb tu tres anys, rus: Три года ты мне снилась Tri goda ti mne snilas i El romanç de Rosxin, rus: Романс Рощина, Romans Rosxina. Desitjava que aquestes peces fossin escoltades al seu funeral en lloc d'una orquestra i discursos cerimonials. Així va passar. Mark Bernés va morir el 16 d'agost de 1969. Va ser enterrat al cementiri de Novodévitxi.

## Família
- Primera esposa (des del 1932) - Polina (Paola) Semiónovna Linétskaia (1911-1956); la seva filla Nataixa (nascuda el 1954) es va graduar a l'Institut de Llengües Orientals de la Universitat Estatal de Moscou i viu als Estats Units.
- Segona esposa (des del 1960) - Lília Mikhàilovna Bodrova (1929-2006); el seu fill adoptiu és Jan Liussiénovitx Bodrov (nascut el 1953, besnet del director militar Semion Txernetski), llicenciat al departament de càmeres de l'Institut Gueràssimov de Cinematografia, viu a Moscou.

## Cançons populars
- Grues (rus: Журавли Juravlí; 1969)
- Fosca nit (rus: Тёмная ночь Tiomnaia notx; 1943
- La barcassa plena de llisses (rus: Шаланды, полные кефали, Xalandi pólnie kefali)
- On comença la Pàtria? (rus: С чего начинается Родина ?, S txegó natxinàietsia Ródina?)
- T'estimo, vida (rus: Я люблю тебя, жизнь, Ia liubliú tebià, jizn)
- Els russos volen la guerra? (rus: Хотят ли русские войны, Khotiat li rússkie voini)
- Els túmuls foscos dormen (rus: Спят курганы тёмные, Spiat kurgani tiómnie)
- Quan un amic llunyà canta (rus: Когда поёт далёкий друг, Kogda poiot dalioki drug)
- Els enemics van cremar la caseta familiar (rus: Враги сожгли родную хату, Vragui sojgli rodnuiu khatu)

## Honors
- Orde de la Insígnia d'Honor (1 de febrer de 1939): pel paper de Kóstia Jiguiliov a la pel·lícula L'home de la carrabina (1938).
- Orde de l'Estrella Roja (14 d'abril de 1944) - per la pel·lícula "Dos combatents" (1943).
- Medalla per la Tasca Meritòria durant la Gran Guerra Patriòtica de 1941-1945.
- Medalla del 800è Aniversari de Moscou (1947)
- Premi Stalin, primer grau (1951) - per la interpretació del paper d'Úmar Mohàmmed a la pel·lícula Lluny de Moscou, rus: Далеко от Москвы (1950)
- Artista d'Honor de la RSFSR (1956)
- Artista del Poble de la RSFSR (26 de novembre de 1965) - pels serveis en el camp del cinema soviètic.[12]
- El Decret preparat pel Presídium del Soviet Suprem de l'URSS sobre la concessió del títol d'Artista del Poble de l'URSS no es va arribar a signar per causa de la mort de Bernés.[13]
- Un planeta menor, el (3038) Bernes, descobert per l'astrònom soviètic Nikolai Stepànovitx Txernikh el 1978, porta el seu nom.[14]